# Flughafen Sphinx International

i8
i11
i13
Der Sphinx International Airport (arabisch مطار سفنكس الدولي, IATA-Code: SPX, ICAO-Code: HESX) ist ein Flughafen in der ägyptischen Stadt Gizeh im Westen von Kairo.

## Geschichte
Im Oktober 2017 wurde bekannt gegeben, dass der Flughafen im Sommer 2018 für kommerzielle Flüge geöffnet wird und im Oktober 2018 den Testbetrieb aufnehmen soll.
Im Januar 2019 startete Egypt Air Express Testflüge nach Hurghada, Sharm El Sheikh, Luxor und Assuan.
Am 1. Januar 2020 erhielt der Flughafen seinen ersten internationalen Flug aus Jordanien, der von Fly Jordan durchgeführt wurde.
Am 2. November 2022 begannen Linienflüge von Sharm El Sheikh zum Flughafen Sphinx.